# طراد إس إم إس شارنهورست
إس إم إس شارنهورست (بالألمانية: SMS Scharnhorst ) طراد مدرع تابع للبحرية الإمبراطورية الألمانية.